# Dureza
Die Rotweinsorte Dureza ist eine autochthone Sorte aus dem Norden des südfranzösischen Départements Ardèche auf der orographisch rechten Seite der Rhône. Von dort gelangte die Rebe in die Täler der Drôme und der Isère. Heute ist die Sorte in keiner Appellation empfohlen und nahezu ausgestorben. Im Jahr 1988 wurde in Frankreich nur noch ein Hektar Rebfläche erhoben, nachdem Ende der 1970er-Jahre noch 11 ha bekannt waren.
Die spätreifende Sorte (sie reift ca. 20 – 25 Tage nach dem Gutedel) ergibt sehr dunkle, rustikale Weine, die sich sortenrein nicht zum Ausbau von Qualitätsweinen eignen.
Im Jahr 1998 gewann die Dureza jedoch wieder an Bedeutung. Nach DNA-Analysen der University of California in Davis ist aus einer vermutlich natürlichen Kreuzung zwischen Dureza und der weißen Sorte Mondeuse Blanche die bekannte rote Rebsorte Syrah entstanden. Ferner besteht eine Verbindung zur Rebsorte Teroldego, die aus der gleichen – noch unbekannten – Kreuzung wie die Sorte Dureza entstand. Die Dureza wurde aufgrund zum Teil gemeinsamer Herkunft häufig mit den Sorten Durif, Peloursin und Syrah verwechselt.

## Synonyme
Dure, Duret, Durezza, Petit Duret, Petite Duret, Serene, Serine